# Étrembières
Étrembières é uma comuna francesa na região administrativa de Auvérnia-Ródano-Alpes, no departamento da Alta Saboia. Estende-se por uma área de 5.43 km². Em 2010 a comuna tinha 2 530 habitantes (densidade: 465,9 hab./km²).